# Gmina Škofljica
Škofljica – gmina w środkowej Słowenii. W 2002 roku liczyła 7100 mieszkańców.

## Miejscowości
Miejscowości wchodzące w skład gminy Škofljica:

- Dole pri Škofljici
- Drenik
- Glinek
- Gorenje Blato
- Gradišče
- Gumnišče
- Klada
- Lanišče
- Lavrica
- Orle
- Pijava Gorica
- Pleše
- Reber pri Škofljici
- Smrjene
- Škofljica – siedziba gminy
- Vrh nad Želimljami
- Zalog pri Škofljici
- Želimlje